# François Rude
François Rude (Digione, 4 gennaio 1784 – Parigi, 3 novembre 1855) è stato uno scultore francese.

## Biografia

### Formazione
François Rude nacque il 4 gennaio 1784 a Digione, in Francia. Figlio di un fabbro, lavorò tra i ferri della bottega paterna sino all'età di sedici anni, ricevendo contestualmente i rudimenti del disegno da François Devosge, che gli insegnò l'importanza di una spessa linea di contorno nelle arti plastiche. Successivamente studiò all'Accademia di Digione, della quale seguì i corsi seriali, per poi completare il suo cursus studiorum a Parigi nello studio di Pierre Cartellier, dal quale ricevette una solida formazione neoclassica.
Nel 1816 Rude risultò titolare dell'ambito Prix de Rome, borsa di studio che garantiva al vincitore un viaggio di perfezionamento artistico a Roma. Per ragioni politiche, tuttavia, fu costretto a riparare a Bruxelles dove, probabilmente grazie all'intercessione dell'esule Jacques-Louis David, lavorò a fianco dell'architetto Charles Vander Straeten, e decorò di rilievi a carattere mitologico il palazzo reale e il Théâtre de la Monnaie, manifestandovi già tendenze romantiche.

### Carriera

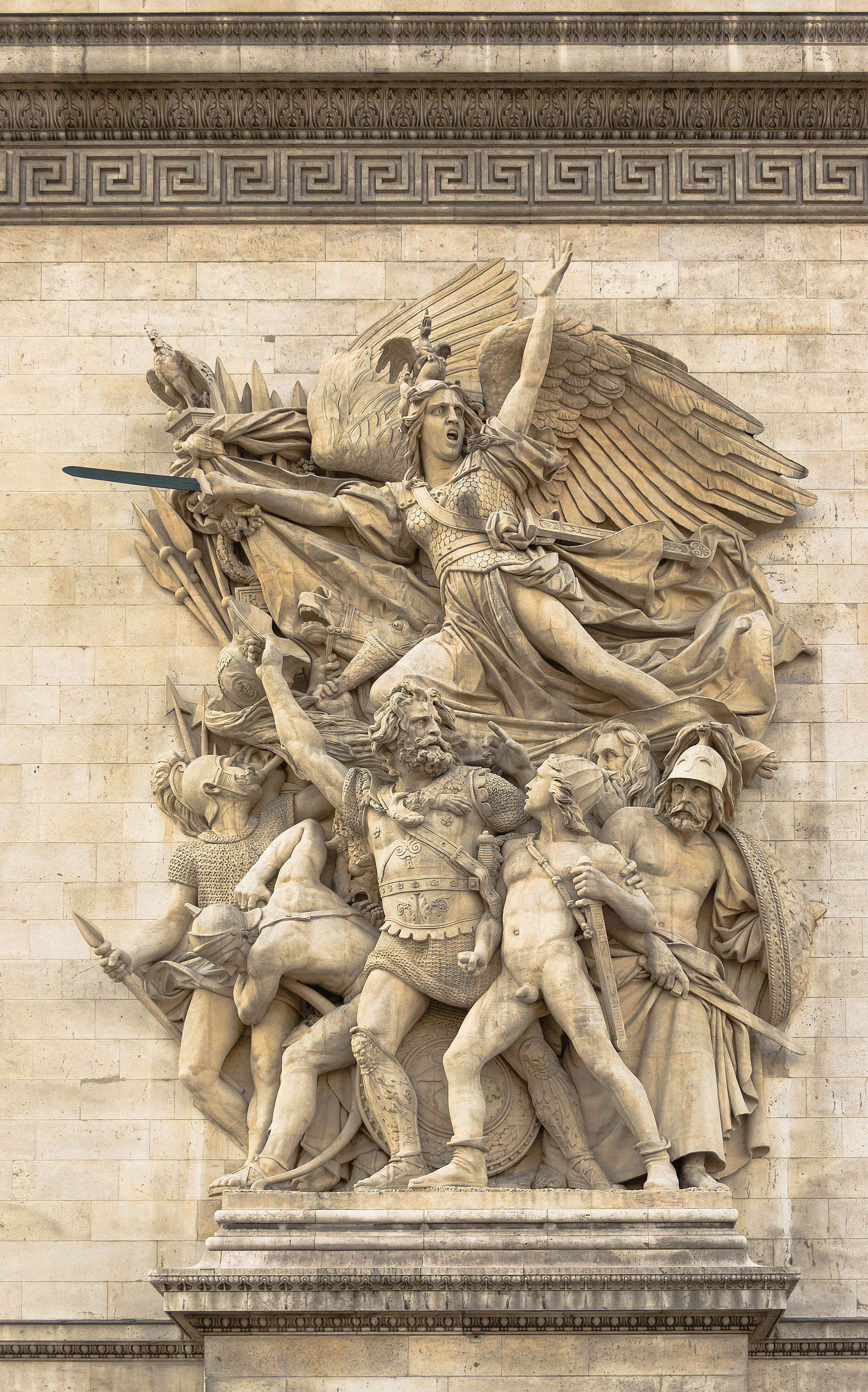
La Marsigliese, gruppo di François Rude (1833-36; Parigi, Arco di Trionfo).

Sposata la pittrice Sophie Frémiet a Bruxelles, Rude riuscì a ritornare a Parigi, dove iniziò a maturare una convinta ispirazione romantica, da lui perseguita con opere vivificate da un'alta intensità espressiva e spettacolarità. Al Salon del 1828 espose Mercurio che si allaccia il calzare, opera di sciolto modellato e con una resa fedele dei particolari anatomici. Ciò malgrado, il Mercurio risente ancora degli schematismi accademici, ampiamente superati nel Giovane pescatore che gioca con una tartaruga (1833), caratterizzato da un elevato realismo fisiognomico e da una dirompente vivacità: questi meriti, ampiamente riconosciuti già dai contemporanei, valsero al Rude la Legione d'Onore, della quale fu insignito nel 1833.
La committenza che più tenne impegnato Rude in quest'anni fu tuttavia quella che ricevette nel 1830 dal governo francese, il quale lo incaricò dell'ordinazione di quattro grandi rilievi per decorare l'Arco di Trionfo, a Parigi. Rude riuscì a realizzare solo La Marsigliese, oggi unanimemente considerata il suo capolavoro: si tratta di un altorilievo in cui appare la Francia, personificata dalla Vittoria Alata, che incita al combattimento e all'eroismo un gruppo di soldati, animati da un forte senso del movimento. Pur perdendo in termini di armonia ed equilibrio, l'opera appare animata da un pathos convulso e passionale, talmente ardente da essere in grado di stimolare nell'osservatore l'eroismo e l'amor di patria, in pieno accordo con la sensibilità romantica.
Rude diede esiti molto alti anche nella ritrattistica, dove trovò intensa espressione il suo credo politico, particolarmente devoto alle glorie dei Napoleonidi. In tal senso, speciale menzione meritano il Napoleone che si risveglia nell'immortalità, la tomba di Godefroy Cavaignac presso il cimitero di Montmartre e il Monumento al Maresciallo Ney a Parigi.